# Joey Tribbiani
Joey Tribbiani, właśc. Joseph Francis Tribbiani Jr. (ur. 1968) – fikcyjna postać z serialu Przyjaciele (Friends, 1994-2004) oraz główny bohater serialu Joey (2004-2006). Postać Joeya odtwarzał aktor Matt LeBlanc.

## Życiorys
Pochodzi z licznej włoskiej rodziny, ma siedem sióstr. Do USA sprowadziła się jego babcia. Sam Joey nie mówi po włosku, podobnie jak jego babcia po angielsku. Kiedy poznajemy Joeya, jest on dwudziestoczteroletnim aktorem szukającym mieszkania w Nowym Jorku. Zgłasza się w odpowiedzi na ogłoszenie do Chandlera Binga. W serii drugiej otrzymuje rolę doktora Drake’a Ramoraya w operze mydlanej Dni naszego życia. Zostaje z niego wyrzucony przez wywiad, którego udziela, jednak później znowu odzyskuje swoją rolę. Jego agentka Estelle załatwiła mu także kilka innych ról, jak np. w filmie o I wojnie światowej.
Słynny jest z podrywania dziewczyn, zwykle charakterystycznym dla niego zwrotem „How you doin'?”. Przez jakiś czas był zakochany w Rachel, z którą spotykał się przez kilka odcinków.
Joey i Chandler mieszkają razem przez pięć lat, z wyjątkiem około miesiąca, kiedy Joey wyprowadza się do innego mieszkania, ale musi wrócić, przyciśnięty sytuacją finansową. Przez ten czas stają się najlepszymi przyjaciółmi. Kiedy mieszkali razem mieli zwierzątka domowe – kaczkę i kurczaka.  Po tym jak Chandler wyprowadza się do Moniki, Joey przez krótki czas mieszka z atrakcyjną dziewczyną, a następnie wprowadza się do niego Rachel.
Mieszkanie, w którym żyją Joey i Chandler, znajduje się w nowojorskiej kamienicy, na przedostatnim (prawdopodobnie trzecim) piętrze. Ma numer 19 i znajduje się naprzeciwko mieszkania innych bohaterek serialu – Moniki Geller i Rachel Green (początkowo Moniki i Phoebe Buffay).
Ma przytulankę – pana pingwina – którym nie chce się podzielić nawet z małą Emmą.
Jest załamany, kiedy dowiaduje się, że jego przyjaciele wyprowadzają się poza miasto.

## Drzewo genealogiczne postaci

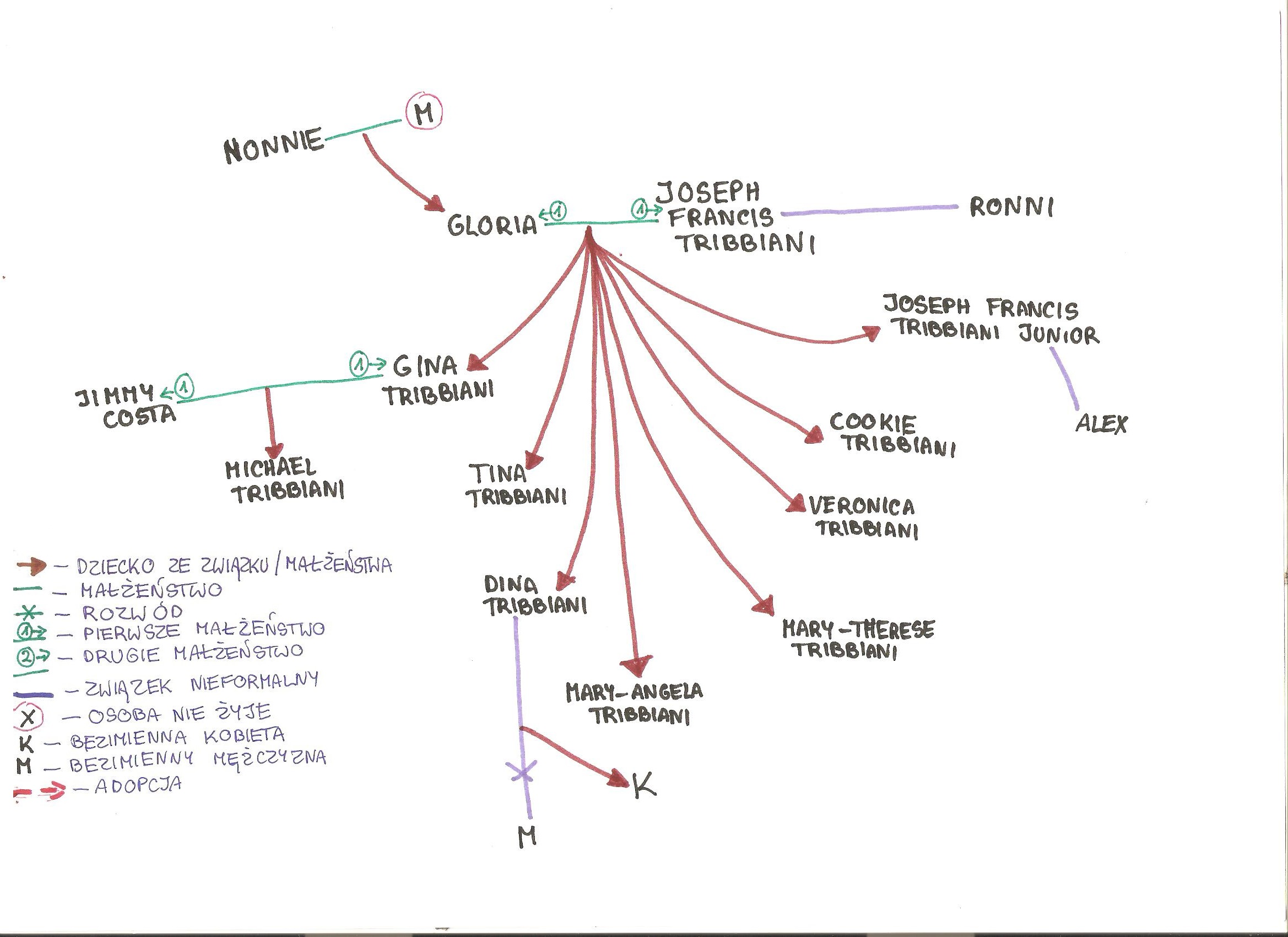
Drzewo genealogiczne Joeya Tribbianiego z serialu Przyjaciele